# إيردن ألكان
إيردن ألكان (بالألمانية: Erden Alkan)‏ هو مؤلف وكاتب ومخرج وممثل تركي وألماني، ولد في 12 فبراير 1941 في تركيا.

## أعمال

### أفلام
- (2012) فتح 1453[1]

## وصلات خارجية
- إيردن ألكان على موقع IMDb (الإنجليزية)
- إيردن ألكان على موقع ألو سيني (الفرنسية)
- إيردن ألكان على موقع أول موفي (الإنجليزية)
- إيردن ألكان على موقع قاعدة بيانات الفيلم (الإنجليزية)
- إيردن ألكان على موقع كينوبويسك (الروسية)